# Puchar Spenglera 2018
92. edycja Pucharu Spenglera rozgrywana była od 26 do 31 grudnia 2018. Mecze rozegrane zostały w hali Vaillant Arena.
Do turnieju oprócz drużyny gospodarzy HC Davos oraz tradycyjnie uczestniczącego Teamu Canada zaproszono cztery drużyny: HC Oceláři Trzyniec, KalPa, Thomas Sabo Ice Tigers oraz Mietałłurg Magnitogorsk. Po zwiększeniu turnieju do sześciu drużyn rozgrywki podzielono na dwie grupy. Pierwsza nazwana została na cześć Richarda Torrianiego dwukrotnego brązowego medalistę igrzysk olimpijskich w hokeju na lodzie z 1928 i 1948 oraz srebrnego medalistę mistrzostw świata w saneczkarstwie w jedynkach mężczyzn z 1957 roku. Wszystkie te medale zdobył w Davos. Druga grupa została nazwana na część Hansa Cattini oraz Ferdinanda Cattini. Cała trójka grała w przeszłości w zespole HC Davos.
Z racji podziału na grupy po rozegraniu meczów fazy grupowej odbyły się dwa spotkania o awans do półfinałów turnieju. Zwycięzcy półfinałów rozegrali finałowe spotkanie w samo południe 31 grudnia 2018 roku.
Obrońcami tytułu była drużyna Team Canada, która w finale poprzedniej edycji pokonała Team Switzerland 3:0. Tegorocznym zwycięzcą Pucharu Spenglera została po raz pierwszy drużyna KalPa, która pokonała w rzutach karnych Team Canada 2:1. Warto dodać, że zwycięzcą po raz pierwszy w historii pucharu został klub z Finlandii.

## Faza grupowa
Grupa Torriani
| 26 grudnia 2018 | HC Oceláři Trzyniec | 1:2 pk. | Mietałłurg Magnitogorsk | Vaillant Arena |

| Szczegóły      | Szczegóły             | Szczegóły                 | Szczegóły                                       | Szczegóły                                                                                           |
| -------------- | --------------------- | ------------------------- | ----------------------------------------------- | --------------------------------------------------------------------------------------------------- |
| Godzina: 15:10 | M. Adamský (PP) 22:58 | (0:0, 1:0, 0:1, 0:0, 0:1) | 52:55 (EQ) M. Matuszkin 65:00 (GWG) R. Ljubimow | Widzów: 5 359 Sędzia główny: Micha Hebeisen Marc Wiegand Sędziowie liniowi: Stany Gnemmi Simon Wüst |
| Godzina: 15:10 | 8 min kar             |                           | 4 min kar                                       | Widzów: 5 359 Sędzia główny: Micha Hebeisen Marc Wiegand Sędziowie liniowi: Stany Gnemmi Simon Wüst |

| 27 grudnia 2018 | KalPa | 3:1 | HC Oceláři Trzyniec | Vaillant Arena |

| Szczegóły      | Szczegóły                                                      | Szczegóły       | Szczegóły            | Szczegóły                                                                                                 |
| -------------- | -------------------------------------------------------------- | --------------- | -------------------- | --- |
| Godzina: 15:10 | A. Ruuttu (EQ) 12:06 A. Texier (EQ) 33:19 A. Ruuttu (EQ) 40:32 | (1:0, 1:1, 1:0) | 32:26 (EQ) M. Gernat | Widzów: 5 141 Sędzia główny: Roman Gofman Daniel Stricker Sędziowie liniowi: Franco Castelli Stany Gnemmi |
| Godzina: 15:10 | 8 min kar                                                      |                 | 12 min kar           | Widzów: 5 141 Sędzia główny: Roman Gofman Daniel Stricker Sędziowie liniowi: Franco Castelli Stany Gnemmi |

| 28 grudnia 2018 | Mietałłurg Magnitogorsk | 0:1 pd. | KalPa | Vaillant Arena |

| Szczegóły      | Szczegóły | Szczegóły            | Szczegóły             | Szczegóły                                                                                            |
| -------------- | --------- | -------------------- | --------------------- | --- |
| Godzina: 15:10 |           | (0:0, 0:0, 0:0, 0:1) | 62:47 (EQ) T. Jokinen | Widzów: 5 509 Sędzia główny: Roman Gofman Micha Hebeisen Sędziowie liniowi: Dario Fuchs Stany Gnemmi |
| Godzina: 15:10 | 6 min kar |                      | 6 min kar             | Widzów: 5 509 Sędzia główny: Roman Gofman Micha Hebeisen Sędziowie liniowi: Dario Fuchs Stany Gnemmi |

| Lp. | Zespół                  | M | Pkt | Z | WpD | PpD | P | G+ | G- | +/− |
| --- | ----------------------- | - | --- | - | --- | --- | - | -- | -- | --- |
| 1   | KalPa                   | 2 | 5   | 1 | 1   | 0   | 0 | 4  | 1  | +3  |
| 2   | Mietałłurg Magnitogorsk | 2 | 3   | 0 | 1   | 1   | 0 | 2  | 2  | 0   |
| 3   | HC Oceláři Trzyniec     | 2 | 1   | 0 | 0   | 1   | 1 | 2  | 5  | –3  |

    = bezpośredni awans do półfinału,     = udział w ćwierćfinale
Grupa Cattini
| 26 grudnia 2018 | HC Davos | 1:2 | Team Canada | Vaillant Arena |

| Szczegóły      | Szczegóły           | Szczegóły       | Szczegóły                                      | Szczegóły |
| -------------- | ------------------- | --------------- | ---------------------------------------------- | --- |
| Godzina: 20:15 | T. Bader (EQ) 38:06 | (0:1, 1:1, 0:0) | 05:24 (EQ) Z. Boychuk 23:43 (EQ) M. D’Agostini | Widzów: 6 300 Sędzia główny: Daniel Stricker Brad Watson Sędziowie liniowi: Franco Castelli Marc-Henri Progin |
| Godzina: 20:15 | 22 min kar          |                 | 8 min kar                                      | Widzów: 6 300 Sędzia główny: Daniel Stricker Brad Watson Sędziowie liniowi: Franco Castelli Marc-Henri Progin |

| 27 grudnia 2018 | Thomas Sabo Ice Tigers | 2:3 | HC Davos | Vaillant Arena |

| Szczegóły      | Szczegóły                                | Szczegóły       | Szczegóły                                                     | Szczegóły                                                                                         |
| -------------- | ---------------------------------------- | --------------- | ------------------------------------------------------------- | ------------------------------------------------------------------------------------------------- |
| Godzina: 20:15 | B. Buck (EQ) 36:57 L. Pföderl (PP) 48:37 | (0:2, 1:0, 1:1) | 05:32 (EQ) I. Pentoni 06:36 (EQ) D. Simion 51:43 (EQ) J. Payr | Widzów: 6 300 Sędzia główny: Micha Hebeisen Brad Watson Sędziowie liniowi: Dario Fuchs Simon Wüst |
| Godzina: 20:15 | 8 min kar                                |                 | 6 min kar                                                     | Widzów: 6 300 Sędzia główny: Micha Hebeisen Brad Watson Sędziowie liniowi: Dario Fuchs Simon Wüst |

| 28 grudnia 2018 | Team Canada | 6:2 | Thomas Sabo Ice Tigers | Vaillant Arena |

| Szczegóły      | Szczegóły | Szczegóły       | Szczegóły                                      | Szczegóły                                                                                             |
| -------------- | --- | --------------- | ---------------------------------------------- | --- |
| Godzina: 20:15 | D. Fabbro (EQ) 02:21 D. Winnik (EQ) 24:52 A. Ebbett (EQ) 31:14 Z. Dalpe (EQ) 33:01 D. Knelsen (EQ) 37:45 D. Fabbro (EQ) 42:08 | (1:0, 4:1, 1:1) | 20:52 (PP) P. Reimer 57:54 (EQ) M. Mieszkowski | Widzów: 6 300 Sędzia główny: Brad Watson Marc Wiegand Sędziowie liniowi: Marc-Henri Progin Simon Wüst |
| Godzina: 20:15 | 10 min kar |                 | 8 min kar                                      | Widzów: 6 300 Sędzia główny: Brad Watson Marc Wiegand Sędziowie liniowi: Marc-Henri Progin Simon Wüst |

| Lp. | Zespół                 | M | Pkt | Z | WpD | PpD | P | G+ | G- | +/− |
| --- | ---------------------- | - | --- | - | --- | --- | - | -- | -- | --- |
| 1   | Team Canada            | 2 | 6   | 2 | 0   | 0   | 0 | 8  | 3  | +5  |
| 2   | HC Davos               | 2 | 3   | 1 | 0   | 0   | 1 | 4  | 4  | 0   |
| 3   | Thomas Sabo Ice Tigers | 2 | 0   | 0 | 0   | 0   | 2 | 4  | 9  | –5  |

    = bezpośredni awans do półfinału,     = udział w ćwierćfinale

## Faza pucharowa
|  |                         |                         |              |             |             |                        |                        |           |             |             |       |       |       |
|  | Ćwierćfinały            | Ćwierćfinały            | Ćwierćfinały |             |             | Półfinały              | Półfinały              | Półfinały |             |             | Finał | Finał | Finał |
|  | Ćwierćfinały            | Ćwierćfinały            | Ćwierćfinały |             |             | Półfinały              | Półfinały              | Półfinały |             |             | Finał | Finał | Finał |
|  |                         |                         |              |             |             |                        |                        |           |             |             |       |       |       |
|  |                         |                         |              |             |             |                        |                        |           |             |             |       |       |       |
|  |                         |                         |              | Team Canada | Team Canada | 4                      |                        |           |             |             |       |       |       |
|  |                         |                         |              | Team Canada | Team Canada | 4                      |                        |           |             |             |       |       |       |
|  | Mietałłurg Magnitogorsk | Mietałłurg Magnitogorsk | 1            |             |             | Thomas Sabo Ice Tigers | Thomas Sabo Ice Tigers | 2         |             |             |       |       |       |
|  | Mietałłurg Magnitogorsk | Mietałłurg Magnitogorsk | 1            |             |             | Thomas Sabo Ice Tigers | Thomas Sabo Ice Tigers | 2         |             |             |       |       |       |
|  | Thomas Sabo Ice Tigers  | Thomas Sabo Ice Tigers  | 3            |             |             |                        |                        |           | Team Canada | Team Canada | 1     |       |       |
|  | Thomas Sabo Ice Tigers  | Thomas Sabo Ice Tigers  | 3            |             |             |                        |                        |           | Team Canada | Team Canada | 1     |       |       |
|  |                         |                         |              |             |             | KalPa (pk.)            | KalPa (pk.)            | 2         |             |             |       |       |       |
|  |                         |                         |              |             |             | KalPa (pk.)            | KalPa (pk.)            | 2         |             |             |       |       |       |
|  |                         |                         |              | KalPa       | KalPa       | 2                      |                        |           |             |             |       |       |       |
|  |                         |                         |              | KalPa       | KalPa       | 2                      |                        |           |             |             |       |       |       |
|  | HC Davos                | HC Davos                | 3            |             |             | HC Davos               | HC Davos               | 1         |             |             |       |       |       |
|  | HC Davos                | HC Davos                | 3            |             |             | HC Davos               | HC Davos               | 1         |             |             |       |       |       |
|  | HC Oceláři Trzyniec     | HC Oceláři Trzyniec     | 1            |             |             |                        |                        |           |             |             |       |       |       |
|  | HC Oceláři Trzyniec     | HC Oceláři Trzyniec     | 1            |             |             |                        |                        |           |             |             |       |       |       |

Ćwierćfinały
| 29 grudnia 2018 | Mietałłurg Magnitogorsk | 1:3 | Thomas Sabo Ice Tigers | Vaillant Arena |

| Szczegóły      | Szczegóły             | Szczegóły       | Szczegóły                                                     | Szczegóły                                                                                                |
| -------------- | --------------------- | --------------- | ------------------------------------------------------------- | --- |
| Godzina: 15:10 | N. Kulomin (PP) 21:04 | (0:1, 1:2, 0:0) | 04:06 (EQ) P. Reimer 26:29 (PP) B. Buck 28:28 (EQ) L. Pföderl | Widzów: 5 605 Sędzia główny: Daniel Stricker Marc Wiegand Sędziowie liniowi: Franco Castelli Dario Fuchs |
| Godzina: 15:10 | 6 min kar             |                 | 26 min kar                                                    | Widzów: 5 605 Sędzia główny: Daniel Stricker Marc Wiegand Sędziowie liniowi: Franco Castelli Dario Fuchs |

| 29 grudnia 2018 | HC Davos | 3:1 | HC Oceláři Trzyniec | Vaillant Arena |

| Szczegóły      | Szczegóły                                                      | Szczegóły       | Szczegóły              | Szczegóły                                                                                                  |
| -------------- | -------------------------------------------------------------- | --------------- | ---------------------- | --- |
| Godzina: 20:15 | L. Klasen (EQ) 14:18 L. Klasen (EQ) 47:34 D. Wieser (EN) 59:59 | (1:0, 0:1, 2:0) | 36:18 (EQ) M. Kovařčík | Widzów: 6 300 Sędzia główny: Roman Gofman Micha Hebeisen Sędziowie liniowi: Stany Gnemmi Marc-Henri Progin |
| Godzina: 20:15 | 8 min kar                                                      |                 | 14 min kar             | Widzów: 6 300 Sędzia główny: Roman Gofman Micha Hebeisen Sędziowie liniowi: Stany Gnemmi Marc-Henri Progin |

Półfinały
| 30 grudnia 2018 | Team Canada | 4:2 | Thomas Sabo Ice Tigers | Vaillant Arena |

| Szczegóły      | Szczegóły                                                                                    | Szczegóły       | Szczegóły                             | Szczegóły |
| -------------- | -------------------------------------------------------------------------------------------- | --------------- | ------------------------------------- | --- |
| Godzina: 15:10 | C. Emmerton (EQ) 07:06 Z. Boychuk (EQ) 09:39 Z. Boychuk (EQ) 12:45 Ch. DiDomenico (PP) 22:30 | (3:0, 1:1, 0:1) | 31:32 (PP) D. Weiß 55:07 (EQ) B. Buck | Widzów: 6 300 Sędzia główny: Daniel Stricker Marc Wiegand Sędziowie liniowi: Franco Castelli Marc-Henri Progin |
| Godzina: 15:10 | 8 min kar                                                                                    |                 | 12 min kar                            | Widzów: 6 300 Sędzia główny: Daniel Stricker Marc Wiegand Sędziowie liniowi: Franco Castelli Marc-Henri Progin |

| 30 grudnia 2018 | Kalpa | 2:1 | HC Davos | Vaillant Arena |

| Szczegóły      | Szczegóły                                       | Szczegóły       | Szczegóły             | Szczegóły                                                                                       |
| -------------- | ----------------------------------------------- | --------------- | --------------------- | ----------------------------------------------------------------------------------------------- |
| Godzina: 20:15 | K. Nousiainen (EQ) 02:11 J. Rissanen (EQ) 50:37 | (1:0, 0:0, 1:1) | 45:47 (EQ) Y. Frehner | Widzów: 6 300 Sędzia główny: Roman Gofman Brad Watson Sędziowie liniowi: Dario Fuchs Simon Wüst |
| Godzina: 20:15 | 2 min kar                                       |                 | 2 min kar             | Widzów: 6 300 Sędzia główny: Roman Gofman Brad Watson Sędziowie liniowi: Dario Fuchs Simon Wüst |

Finał
| 31 grudnia 2018 | Team Canada | 1:2 pk. | Kalpa | Vaillant Arena |

| Szczegóły      | Szczegóły            | Szczegóły                 | Szczegóły                                        | Szczegóły                                                                                             |
| -------------- | -------------------- | ------------------------- | ------------------------------------------------ | --- |
| Godzina: 12:10 | D. Winnik (EQ) 45:16 | (0:0, 0:0, 1:1, 0:0, 0:1) | 51:24 (EQ) E. Luostarinen 65:00 (SO) J. Rissanen | Widzów: 6 300 Sędzia główny: Brad Watson Marc Wiegand Sędziowie liniowi: Marc-Henri Progin Simon Wüst |
| Godzina: 12:10 | 10 min kar           |                           | 10 min kar                                       | Widzów: 6 300 Sędzia główny: Brad Watson Marc Wiegand Sędziowie liniowi: Marc-Henri Progin Simon Wüst |

Ostateczna kolejność
| Lp.   | Drużyna                 |
| ----- | ----------------------- |
| złoto | KalPa                   |
|       | Team Canada             |
|       | HC Davos                |
| 4     | Thomas Sabo Ice Tigers  |
| 5     | Mietałłurg Magnitogorsk |
| 6     | HC Oceláři Trzyniec     |

## Skład triumfatorów
Skład zdobywcy Pucharu Spenglera – KalPa.
Bramkarze:

Denis Godla, Daniel Manzato.
Obrońcy:

Mikael Seppälä, Joona Riekkinen, Ari Gröndahl, Cade Fairchild, Otto Leskinen, Kim Nousiainen, Ryan Wilson, Lasse Lappalainen, Konsta Mäkinen.
Napastnicy:

Ville-Vesa Vainiola, Topi Piipponen, Alexandre Texier, Balázs Sebők, Toni Hyvärinen, Aleksi Klemetti, Eetu Luostarinen, Mikko Juusola, Jaakko Rissanen, Henri Knuutinen, Mikko Nuutinen, Juuso Könönen, Tommi Jokinen, Joni Ikonen, Kai Kantola, Alexander Ruuttu.
Trener: Sami Kapanen

## Klasyfikacje indywidualne
- Klasyfikacja strzelców:  Zach Boychuk,  Brandon Buck (3 bramki)
- Klasyfikacja asystentów:  Leonhard Pföderl,  Andres Ambühl,  Maxim Noreau (3 asyst)
- Klasyfikacja kanadyjska:  Leonhard Pföderl (5 punktów, 2 bramki + 3 asysty)

## Skład gwiazd turnieju
Po zakończeniu turnieju został wybrany skład gwiazd, skupiający najlepszą szóstkę zawodników na indywidualnych pozycjach.
- Bramkarz:  Daniel Manzato (KalPa)
- Lewy obrońca:  Kim Nousiainen (KalPa)
- Prawy obrońca:  Dante Fabbro (Team Canada)
- Lewoskrzydłowy:  Zach Boychuk (Team Canada)
- Środkowy:  Linus Klasen (HC Davos)
- Prawoskrzydłowy:  Leonhard Pföderl (Thomas Sabo Ice Tigers)